# Hinnerup Kommune
Hinnerup Kommune i Århus Amt blev dannet op til kommunalreformen i 1970. Ved strukturreformen i 2007 indgik den i Favrskov Kommune sammen med Hadsten Kommune, Hammel Kommune, Hvorslev Kommune og de 3 sydligste sogne i Langå Kommune.

## Tidligere kommuner
Hinnerup Kommune kom til at bestå af følgende sognekommuner eller enkeltsogne:
- Vitten-Haldum-Hadsten sognekommune med 2.885 indbyggere kom med i Hadsten Samlingskommune, men i 1967 blev Vitten Sogn med byen Vitten og Haldum Sogn med en del af byen Hinnerup udskilt til Hinnerup Kommune.
- Søften-Foldby sognekommune med 1.667 indbyggere og byerne Søften, Folby og Norring.
- Grundfør Sogn med byen Grundfør og en del af byen Hinnerup. Sognet hørte til Grundfør-Spørring sognekommune med 1.566 indbyggere - Spørring Sogn kom senere til Aarhus Kommune.[2]

## Sogne
Hinnerup Kommune bestod af følgende sogne:
- Foldby Sogn (Sabro Herred)
- Grundfør Sogn (Vester Lisbjerg Herred)
- Haldum Sogn (Sabro Herred)
- Søften Sogn (Vester Lisbjerg Herred)
- Vitten Sogn (Sabro Herred)

## Mandatfordeling
| 6 | 1 | 2 | 2 | 3 | 1 | 2 |

| 13 | 4 |

| 7 | 1 | 2 | 2 | 3 | 2 |

| 13 | 4 |

| 8 | 2 | 2 | 3 | 1 | 1 |

| 13 | 4 |

| 5 | 2 | 1 | 7 | 1 | 1 |

| 14 | 3 |

| 6 | 1 | 1 | 8 | 1 |

| 13 | 4 |

| 5 | 1 | 10 | 1 |

| 12 | 5 |

## Borgmestre[3]
| Navn           | Parti             | Periode   |
| -------------- | ----------------- | --------- |
| Sigurd Nysten  | Lokalliste        | 1970-1974 |
| Leif Hansgaard | Venstre           | 1974-1978 |
| Vilhelm Lytken | Socialdemokratiet | 1978-1994 |
| Niels Berg     | Venstre           | 1994-2006 |